# Ouzini
Ouzini oder Ousini (arabisch اوزینی) ist ein Ort auf der Insel Anjouan im Inselstaat Komoren im Indischen Ozean. 1991 hat man 1173 Einwohner gezählt (1886).

## Geographie
Ouzini liegt im Osten der Insel am Ende des Tales des Mro Ajaho auf ca. 600 m Höhe. Es ist nach Osten verbunden mit Ajaho und Ngandzalé.